# Рос (море)
Вижте пояснителната страница за други значения на Рос.
Море Рос (на английски: Ross sea) е периферно море в Тихоокеанския сектор на Южния (Антарктически) океан край бреговете на Западна Антарктида – Земя Виктория и Земя Мари Бърд. Море Рос е най-южното море на Земята, като най-южната му постоянно заледена част е на около 500 km Южния полюс. Границата му с останалата част на Тихия океан се прекарва от нос Адер (71°17′00″ ю. ш. 170°18′00″ и. д. / 71.283333° ю. ш. 170.3° и. д.) на северозапад до нос Колбек (77°07′00″ ю. ш. 158°15′00″ з. д. / 77.116667° ю. ш. 158.25° з. д.) на югоизток, като дължината му между двата носа е около 1100 km, ширина до 550 km, площ 435 хил.km2, а заедно с разположения в южната му част шелфов ледник Рос – около 960 хил.km2. Бреговете му са планински, силно разчленени. В югозападната му част са разположени островите Рос (с вулкана Еребус) и Франклин, а на изток – Рузвелт. Дълбочина до 700 m. Почти целогодишно е покрит с дрейфуващи ледове, които през лятото (декември-март) се разреждат. Има множество айсберги. Средногодишната температура на водата е под –1 °C, а през лятото понякога се повишава до 2 °C. Соленост 33,75 – 34,4‰. Теченията образуват кръговрат по часовниковата стрелка. Приливите са полуденонощни с височина до 1 m. В морето обитават тюлен Рос, тюлен Уедъл, тюлен-ракояд, пингвини, китове.
Море Рос е открито през 1841 г. от видния английския полярен изследовател Джеймс Кларк Рос и в негова чест е наименувано на неговото име. През 1910-11 г. на най-южния бряг на морето (Китовия залив) функционира временната норвежка база, от която норвежкият полярен изследовател Руал Амундсен атакува и пръв достига до Южния полюс. През 1956 г. на остров Рос е създадена основната база Мак Мърдо на американските антарктически експедиции. През 1957 г. тук е създадена новозеландската антарктическа база Дкот, а на нос Халет – съвместната американо-номозеландска станция Халет.